# Cantó d'Amilly
El cantó d'Amilly és un cantó francès del departament de Loiret, situat al districte de Montargis. Té 9 municipis i el cap és Amilly.

## Municipis
- Amilly
- Chevillon-sur-Huillard
- Conflans-sur-Loing
- Lombreuil
- Mormant-sur-Vernisson
- Saint-Maurice-sur-Fessard
- Solterre
- Villemandeur
- Vimory

## Història
| Data d'elecció                           | Identitat           | Partit                     | Qualitat |
| ---------------------------------------- | ------------------- | -------------------------- | -------- |
| 1973-2001                                | Daniel Point        | Divers droite, després RPR |          |
| 2001-                                    | Christian Bourillon | Divers droite, després UMP |          |
| les dades anteriors no són pas conegudes |                     |                            |          |
|                                          |                     |                            |          |

## Demografia
| A partir de 1990: Població sense dobles comptes |